# Аршиль Горкі
Аршиль Го́ркі (англ. Arshile Gorky, вірм. Արշիլ Գորկի, власне Востанік Манук Адоян, вірм. Ոստանիկ Սեդրակի Ադոյան, 1904, Хорком, Васпуракан, Західна Вірменія — 21 липня 1948, Шерман, Коннектикут, США) — американський художник вірменського походження, один із засновників «абстрактного сюрреалізму», який також малював у стилі абстрактного експресіонізму.

## Біографія
Народився в селі Хорком, поблизу Вана, 15 квітня 1904 рр. Горкі залишив Ван в 1915 р., під час геноциду вірмен, і перейшов разом з матір'ю і 3 сестрами в контрольовані Росією території. У 1919 матір Горкі вмирає в Єревані з голоду, а Горкі виїжджає (1920) до Америки, до батька. У пошуках себе він міняє своє ім'я на «Аршиль Горкі», натякаючи на улюбленого письменника Максима Горького.
У 1922 Горкі вступає до Нової школи дизайну Бостона, спочатку малює під впливом імпресіоністів, пізніше — постімпрессіоністів (в цей час він живе в Нью-Йорку). У 1930 р. роботи учасників групи, куди входив також Горкі, були виставлені в Музеї Сучасного Мистецтва в Нью-Йорку. Перша персональна виставка Горкі відбулася в Галереї Меллона (Філадельфія) в 1931 році. У 1930-і Горкі тісно співпрацював із Стюартом Девісом, Віллемом де Кунінгом і Джоном Д. Грехемом. У 1944 р. він познайомився з Андре Бретоном і іншими відомими сюрреалістами.
Найвідоміші картини Горкі: «Портрет художника і його матері» (1926-36, розмитість ліній рук матері — одна з основних тем у фільмі «Арарат» Атома Егояна), «Пейзаж в манері Сезанна» (1927), «Автопортрет» (1937), «Організація» (1933—1936), «Композиція» (1936—1939), «Сад в Сочі» (1943), «Лист артишока як сова», «Печінка як півнячий гребінь», «Як вишитий фартух моєї матері розгортається в моїй долі» (1944), «Вулиця доброї надії» (1945), «Агонія», «Рік за роком», «Змовини 2» (1947) і ін..
Також відомі його меланхолійні листи до сестри до Вірменії, де він міркує про трагічну долю Батьківщини, про смерть матері. Рік смерті Горкі був повний трагічних подій: згорає майстерня Горкі разом з роботами, у художника виявляється рак, він потрапляє в автокатастрофу і зламавши руку, позбавляється можливості малювати, а дружина покидає його, узявши з собою їх дитину. У віці 44 років Горкі наклав на себе руки через повішення.
Горкі вважається одним з впливових американських художників XX ст., його картини виставлені у всіх найбільших галереях США, а також в лондонському «Тейт».
Горкі згадується в романі «Синя борода» К. Воннегута як друг головного героя Рабо Карабекяна, теж художника-експресіоніста і вірменина за походженням. Про його життя — фільм «Арарат» А. Егояна, п'єса Чарлі Мії «Готель Кассіопея».